# Pterygopleurum
Pterygopleurum es género monotípico  perteneciente a la familia Apiaceae. Su única especie Pterygopleurum neurophyllum. Se distribuye por el este de Asia.

## Descripción
Son plantas que alcanzan un tamaño de 70 a 100 cm de altura. Las hojas basales son ovadas, de 10-15 × 8,4 cm; los últimos segmentos de 20-100 mm × 1,3. Las hojas superiores caulinarias son más pequeñas, tri-lobuladas o enteras, sésiles ampliadas en las vainas. Las inflorescencias son terminales en forma de umbelas de 3-5 cm de diámetro, con pedúnculos de 1-5 cm. 
Chuang y Constanza (Univ. California Publ Bot 55:... 28-30, 1969) trata esta especie (y por lo tanto el género) como un caso atípico de Asia del género americano Perideridia, pero esta colocación tiene que ser confirmada.

## Distribución y hábitat
Se encuentra en los arroyos y zonas húmedas de Anhui, Jiangsu, Zhejiang, Japón y Corea.

## Taxonomía
Pterygopleurum neurophyllum fue descrita por (Maxim.) Kitag. y publicado en Botanical Magazine 52(607): 655, en el año 1937.
Sinonimia
- Carum neurophyllum (Maxim.) Franch. - Sav.
- Edosmia neurophylla Maxim.
- Perideridia neurophylla (Maxim.) T.I.Chuang - Constance
- Sium neurophyllum (Maxim.) H.Hara[3]